# Tamar Simon Hoffs
Tamar Simon Hoffs, née le 23 octobre 1934 à Johnstown en Pennsylvanie, est une productrice, réalisatrice et scénariste américaine.

## Filmographie

### Scénariste
- 1975 : Lepke, le caïd (Lepke)
- 1978 : Stony Island
- 1982 : La Coupe de cheveux (The Haircut) (court métrage)
- 1987 : The Allnighter
- 1989 : Rock & Read (vidéo)
- 2003 : Red Roses and Petrol

### Productrice
- 1978 : At Home with Shields and Yarnell (TV)
- 1978 : Stony Island
- 1985 : Stand Alone
- 1989 : Rock and Read (vidéo)
- 2001 : Horrible Histories (série TV)
- 2003 : Red Roses and Petrol

### Réalisatrice
- 1982 : La Coupe de cheveux (The Haircut) (court métrage)
- 1987 : The Allnighter
- 1989 : Rock and Read (vidéo)
- 2003 : Red Roses and Petrol